# Universiteit van Texas in Austin
De Universiteit van Texas in Austin, ook wel UT of Texas, is het vlaggenschip van het Universiteit van Texas systeem. De hoofdcampus bevindt zich dicht bij het capitool van de staat Texas in Austin.
De universiteit is opgericht in 1883 en wordt weleens een Public Ivy, een publieke Ivy Leaguer, genoemd. Het was in 2017/18 de op zes na grootste universiteit van de Verenigde Staten op het gebied van aantal studenten. De Universiteit biedt ook onderdak aan het Center for Space Research, dat onder meer meewerkte aan het GRACE-satellietprogramma. 
De Universiteit van Texas in Austin heeft een netwerk van meer dan 450.000 alumni, een van de grootste van welke Amerikaanse universiteit dan ook.

## Bekende alumni en docenten
- D.J. Augustin  (basketballer bij Los Angeles Lakers)
- Laura Bush (voormalige first lady van de Verenigde Staten)
- John Maxwell Coetzee (auteur en Nobelprijswinnaar)
- Edsger Dijkstra (Nederlands informaticus)
- Kevin Durant (basketballer bij Brooklyn Nets)
- E. Allen Emerson (informaticus)
- T.J. Ford  (basketballer bij Indiana Pacers)
- John B. Goodenough (Nobelprijswinnaar)
- Sydmill Harris  (Nederlands basketballer)
- Jacqueline Jones (historicus)
- Matthew McConaughey (acteur)
- Renée Zellweger (actrice)

## Universiteitssporten
De universiteit van Texas beschikt over een uitgebreid aanbod aan NCAA-sporten. Sinds 2008 staat de universiteit vijfde op de ranglijst van Divisie-I scholen wat sportprogramma's betreft. In 2002 werd ze uitgeroepen tot America's Best Sports College door het toonaangevende sportmagazine Sports Illustrated.
De sportploegen van de universiteit van Texas worden Texas Longhorns, Longhorns, of kortweg Horns genoemd. 
UT staat vooral bekend om haar sterke American footballploeg, maar ook de zwem- en schoonspringploeg die sinds 1978 onder leiding staat van Eddie Reese behoort tot de beste ploegen van het land. Daarnaast zijn er slechts twee honkbalteams die vaker het nationale kampioenschap wonnen dan de Texas Longhorns.
Het huidige programma van Texas bestaat uit de volgende sporten. Tussen haakjes staat vermeld in welke jaren de ploeg NCAA-kampioen werd.
Mannen
- honkbal (1949, 1950, 1975, 1983, 2002, 2005)
- basketbal
- veldlopen
- American football (1963, 1969, 1970, 2005)
- golf (1971, 1972)
- zwemmen & schoonspringen (1981, 1988, 1989, 1990, 1991, 1996, 2000, 2001, 2002, 2010)
- tennis
- atletiek

Vrouwen
- basketbal (1986)
- veldlopen (1986)
- golf
- roeien
- voetbal
- softbal
- zwemmen & schoonspringen (1981, 1982, 1984, 1985, 1986, 1987, 1988, 1990, 1991)
- tennis (1993, 1995)
- atletiek (indoor: 1986, 1988, 1990, 1998, 1999, 2006 - outdoor: 1982, 1986, 1998, 1999, 2005)
- volleybal (1981, 1988)

### Bekende UT-sporters
Het sportprogramma van Texas heeft een groot aantal sporters voortgebracht die ook op wereldniveau tot de top behoren. Zo werden sinds 1976 op elke Olympische Zomerspelen medailles gewonnen door Longhorns.
Voormalige UT-sporters, ook wel Texas-exes zijn onder anderen: Ian Crocker, Nate Dusing, Brendan Hansen,Trey Hardee, Damion Jones, Justin Leonard, Marcus Myers, Aaron Peirsol, Dexter Pittman, Sanya Richards, Greg Snow en Neil Walker.